# The Secret World of Jeffree Star
The Secret World of Jeffree Star (deutsch: Die geheime Welt des Jeffree Star) ist eine amerikanische Dokumentarserie des YouTubers Shane Dawson. Die Web-Serie wurde am 24. Juli 2018 auf Dawsons Twitter-Kanal angekündigt und zog sofort die Aufmerksamkeit weltweiter Nachrichtenagenturen auf sich. Die Premiere, die erste Folge einer fünfteiligen Serie, feierte ihr Debüt am 1. August 2018 auf Dawsons YouTube-Kanal. Die Serie wurde von Dawson produziert und dreht sich um Make-up-Unternehmer und Internet-Persönlichkeit Jeffree Star. Die Webdokumentation konzentriert sich auf das Leben und die Karriere von Jeffree Star, während Dawson versucht, ihn und seine Welt sowohl durch humorvolle als auch durch ernste Momente zu verstehen.
Im Februar 2019 kündigte Jeffree Star an, dass eine zweite Staffel in Produktion sei.

## Besetzung
Hauptdarsteller
- Shane Dawson
- Jeffree Star
- Nathan Schwandt: Jeffrees Lebensgefährte
- James Charles: Webvideoproduzent
- Garrett Watts: Ein Freund von Shane, und ebenfalls Webvideoproduzent
- Ryland Adams: Shanes Verlobter, und ebenfalls Webvideoproduzent
- Andrew Siwicki: Ein Freund von Shane und Kameramann

Weitere Auftritte
- Madison, Jeffrees Assistentin
- Brittany, Jeffrees Assistentin
- Jessie Buttafuoco

## Episoden
- Episode 1: „The Secret World of Jeffree Star“
- Episode 2: „Becoming Jeffree Star for a Day“
- Episode 3: „Switching Lives with Jeffree Star“
- Episode 4: „The Secret Life of Jeffree Star“
- Episode 5: „The Truth About Jeffree Star“